# Zehava Gal-On
Zehava Gal-On, achternaam oorspronkelijk Schnipitzky, (Hebreeuws: זֶהָבָה גַּלְאוֹן) (Vilnius, 4 januari 1956) is een Israëlische activiste en politica, die zeer vrijzinnige opvattingen huldigt en een voorstander is van het naast elkaar bestaan van afwijkende politieke meningen, ook in haar eigen partij Meretz, namens welke zij sinds 1999 in de Knesset vertegenwoordigd is (met een onderbreking van 2009 tot 2011) en die zich inzet voor mensen-, burger- en vrouwenrechten alsook voor sociale rechtvaardigheid.

## Biografie
Gal-On emigreerde op haar vierde met haar ouders vanuit de Litouwse Sovjetrepubliek naar Israël. De eerste tijd woonden ze in een ma'abara-doorgangskamp, waarna ze een woning betrokken in een nieuwbouwgedeelte in Petach Tikwa. Ze behaalde een bachelor in speciaal onderwijs en taal en (aan de Hebreeuwse Universiteit van Jeruzalem) een master in onderwijsfilosofie.
Voordat ze de politiek inging, was ze algemeen secretaris van de krant Politika en van de politieke partij Ratz (een voorloper van Meretz) alsmede algemeen directeur van mensenrechtenorganisatie B'Tselem en directeur van het International Center for Peace in the Middle East.

### Politieke carrière
Na de Knessetverkiezingen van 1999 kwam zij op 7 juni in het parlement terecht. In 2007 deed ze een vergeefse gooi naar het politieke leiderschap van Meretz maar verloor van Haim Oron. Voor de Knessetverkiezingen van 2009 gaf ze als een gebaar van respect haar derde plaats op de kandidatenlijst aan Nitzan Horowitz en miste vervolgens de boot doordat Meretz slechts drie zetels in de wacht sleepte. Deze nederlaag weet ze aan de onzekere reactie van Meretz op de Operatie Cast Lead, welke het Israëlische leger rond de jaarwisseling van 2008 op 2009 tegen Hamas en andere Palestijnse groeperingen in de Gazastrook had ondernomen. Omdat partijgenoot Haim Oron zich in 2011 uit de politiek terugtrok, kon ze op 25 maart in de Knesset terugkeren.
Wat in 2007 niet lukte, gelukte haar in 2012 wel: op 7 februari werd ze met meer dan zestig procent van de stemmen tot partijvoorzitter gekozen. De Knessetverkiezingen van het jaar daarop pakten gunstig voor Meretz uit, de partij verdubbelde naar zes zetels. In augustus van datzelfde jaar verweet zij het kabinet-Netanyahu III onverantwoord bezig te zijn om ondanks de richtlijn die de Europese Unie bij samenwerkingsprojecten met Israël sinds juli 2013 hanteert en die zich richt tegen de Israëlische financiering van Israëlische nederzettingen in de Palestijnse gebieden toch met deze financiering door te willen gaan en daarmee een bedrag van één miljard euro aan wetenschappelijke gelden van de EU aan zijn neus voorbij dreigde te laten gaan.
Een paar weken voor de Knessetverkiezingen van 2015 haalde Gal-On fel uit naar premier Benjamin Netanyahu nadat deze een toespraak had gehouden in het Amerikaans Congres. Ze verweet hem onder meer grootspraak vanwege zijn bewering dat Israël vanwege het Iraanse atoomproject eventueel Iran zou aanvallen maar volgens haar als het erop aankwam dit niet gestand te zullen doen. Tijdens deze verkiezingen verklaarde ze zich uit de politiek terug te trekken wanneer Meretz terug zou vallen naar vier zetels. Nadat ook de stemmingen van de soldaten waren geteld en Meretz vijf zetels bleek te hebben binnengehaald, zag ze hiervan af.

## Familie
Zehava Gal-On is getrouwd en heeft twee kinderen. Zij is woonachtig in Petach Tikwa.